# おびゴハン!
『おびゴハン!』は、2016年（平成28年）10月3日から2019年（令和元年）9月26日までTBSテレビで平日午前に放送されていた料理番組。これに先だって同年8月21日（日曜日）16:30 - 17:00にパイロット版を1度放送している。

## 概要
TBSテレビ（関東ローカル）では2009年9月28日から2016年9月30日まで10:05 - 11:00にドラマ等の再放送枠『10時リピート』を編成してきたが、2016年秋改編で同枠を終了させ、『ひるおび!・午前』を35分前拡大、『買いテキ!通販ツウ』と枠拡大後の『ひるおび!・午前』の幕間である10:05 - 10:25に本番組を開始することとなった。
本番組は「その日のおかずを提案する新料理番組」をコンセプトに掲げている。
2017年春改編において、金曜日の放送が打ち切りとなる一方、月 - 木曜日は放送時間が拡大となる。これと同時に純然たる関東ローカル番組に降格。また、放送枠拡大により、2017年3月31日まで前座番組として放送されていた通販番組『買いテキ!通販ツウ』を継承する形の通販コーナー「買い運!おびマルシェ」を新設する。
2019年秋改編において、本番組の前座の時間帯に放送されていた情報・ワイドショー番組『ビビット』が終了。その後継番組として開始された『グッとラック!』が月 - 木曜日は10:25（金曜日は9:55）まで放送されることとなったため、本番組は同年9月26日をもって終了し3年間の歴史に幕を下ろした。

## ネット局
- 関東広域圏・TBSテレビ（制作局）
  - 2016年10月3日 - 2017年3月31日：毎週月曜 - 金曜10:05 - 10:25
  - 2017年4月3日 - ：毎週月曜 - 木曜9:55 - 10:25
    - 『ひるおび!・拡大』（9:55 - 10:25）放送のため、あるいは本番組の放送時間帯を含んだ時間帯に報道特別番組または別の単発特別番組放送のため、不定期に休止または臨時枠移動となることがある[5]。
    - 放送時間変更後は30分番組となるも、変更前にあった金曜日の放送が打ち切られる。
- 中京広域圏・CBCテレビ
  - 2017年4月6日 - ：毎週木曜9:59 - 10:22
    - 『買いダネ!通販ツウ』の放送終了に従う後継番組として、「買い運!おびマルシェ」の部分のみに再編集されたものを放送。
- 近畿広域圏・毎日放送
  - ※ネット開始時期不明：毎週火曜 - 金曜4:10-4:25 / 土曜4:25-4:40
    - 「買い運!おびマルシェ」の部分のみネット。

### 過去のネット局
- 長崎県・長崎放送
  - 2016年10月10日 - 2017年3月24日：毎週月曜 - 金曜14:55 - 15:20（遅れネット）[6]
    - TBSテレビで予め休止としていた日の分は別番組で穴埋めとなっていたが、同局で当日急遽休止となった分に関しては、長崎放送向けに裏送りされることがあった[7]。

  - 2017年3月27日  - 30日：月曜 - 木曜9:55 - 10:20（遅れネット）

## 出演者

### 2017年4月からの出演者
MC
- 北斗晶

講師（いずれも料理人）
- 村田明彦（『季旬 鈴なり』）
- 山野辺仁（『銀座 やまの辺 江戸中華』）
- 奥野義幸（『La Brianza（ラ ブリアンツァ）』）
- 古賀達彦（『旬香亭 （シュンコウテイ）』）
- 金順貞（『韓灯 （ハンドゥン）』）
- 杉山幸誠（『ニルヴァーナ ニューヨーク 東京ミッドタウン』）
- 目黒浩太郎（『abysse（アビス）』）
- 村田崇（『多万村（たまむら）』）

ナレーション
- コーイチ

買い運!おびマルシェ
- 島田秀平

### 2016年12月 - 2017年3月の出演者
講師
- 森野熊八（料理人） - 2016年12月5日 -
- 板井典夫（フードスタイリスト） - 同上
- 浜内千波（料理研究家） - 同上
- 平野レミ（料理愛好家） - 同上

アシスタント（いずれもTBSアナウンサー）
- 林みなほ
- 宇内梨沙
- 上村彩子
- 伊東楓

以上の4人の講師・4人のアナウンサーが、それぞれ1人ずつ1週間単位で出演する。
ナレーション
- 山﨑優

### 2016年10月 - 12月の出演者
講師
- 柳澤英子（料理研究家） - 2016年10月3日 - 12月2日

アシスタント（いずれもTBSアナウンサー）
- 山内あゆ
- 加藤シルビア

## スタッフ
- 構成：市川篤
- 総合演出：磯部修
- プロデューサー：大橋豪
- 製作：TBS、UNITED PRODUCTIONS（旧Big Face→Key Production）